# 103rd Street/Watts Towers
103rd Street/Watts Towers es una estación en la línea A del Metro de Los Ángeles y es administrada por la Autoridad de Transporte Metropolitano del Condado de Los Ángeles. Se encuentra localizada en el barrio de Watts, en Los Ángeles (California), entre Grandee Avenue y 103rd Street. La estación de la que procede es Willowbrook y la siguiente es Firestone.

## Conexiones de autobuses
- Metro Local: 117, 254, 305, 612
- LADOT DASH: Watts